# Vlag van Ishikawa

Vlag van Ishikawa (ratio 31:44)

De prefecturale vlag van Ishikawa bestaat uit een oceaanblauw vlak met een wit gestileerd kanji 石 [ishi] (wat "steen" betekent) 川 [kawa] (wat "rivier" betekent) in de schuine vorm. Deze toont de vorm van het schiereiland Noto (waar de prefectuur ligt) dat uitsteekt in de Japanse Zee. De blauwe achtergrond staat voor de Japanse Zee en het land van de prefectuur dat gezegend is met veel groen, schoon water en heldere lucht. De prefecturale vlag werd op 1 oktober 1972 aangenomen.